# 地域発!ぐるっと日本
『地域発!ぐるっと日本』（ちいきはつ・ぐるっとにっぽん）は、2008年4月6日から2010年3月14日までNHK総合テレビジョンで放送されていたテレビ番組。字幕放送実施番組。

## 概要
2005年10月から2008年3月まで放送された「NHKネットワーク54」の後継番組。
基本的なコンセプトは「ネットワーク54」と同じで、全国54のNHKの放送局が制作した地域情報番組やリポートを、全国に向けて放送していた。更にこの番組では、月曜日深夜に放送している「ドキュメント挑戦」の再放送も行われた。

## 放送時間
毎週日曜日 10:05 - 11:30

### 備考
- 2009年3月までの月1回は10:05からの拡大版で放送していた。
- 「双方向解説 そこが知りたい!」が放送される場合は休止。
- 新聞のテレビ欄では、2009年3月まで直前に放送されていた「難問解決!ご近所の底力」「いよっ日本一!」と一纏めで掲載されている場合がある。
- 以下の地域では差し替えによる休止がある。
  - 東海・北陸地方：「金とく」再放送
本放送が19:30スタートだったため11:18まで拡大の場合に休止となる。
  - 九州・沖縄地方：「九州沖縄アンコールアワー」
不定期。本編に加え視聴者からのお便りを紹介したり制作スタッフに裏話などを訊いたりするため。
  - 北海道地方では2009年10月から「プライムH」の再放送と「課外授業ようこそ先輩」の時差放送（地域情報番組に差し替えている都合上）のため、2009年9月末で事実上打ち切りとなった（その後、特設ニュースがあった関係で1回だけ放送されたことがある）。

## 番組内容
- ドキュメント挑戦（再放送、原則毎週）
- 地域発・ニュースリポート（原則隔週）
各放送局のローカルニュース番組で放送されたニュースリポートを、4本ほど紹介する。
- 地域情報番組（原則隔週）
基本的には金曜日19:30から放送されている番組を中心に放送される。
- 「ハイビジョンふるさと発」など他の各放送局制作番組
10:05開始の回に放送されることがある。なお当該週は差し替えが行われやすい。

## キャスター
- 松本和也（2008年度地域応援キャスター、直前の「ご近所の底力」「いよっ!日本一」に続いて出演）
- 池田達郎（2009年度担当）